# 作者の死
「作者の死」（さくしゃのし、英語 The Death of the Author、フランス語 La mort de l’auteur）は、フランスの哲学者ロラン・バルトが1967年に発表した文芸評論の論文。バルトはテクストは現在・過去の文化からの引用からなる多元的な「織物」であると表現し、作者の意図を重視する従来の作品論から読者・読書行為へと焦点を移した。
バルトがここで批判するのは、作品の意味を作者の人格や思想に帰着させようとする近代的な作者観である。バルトによれば、中世の書き手は過去の文献を集めて編纂し注釈を加えるものであり、近代的な意味での作者とは異なっていた。バルトはポストモダンの現代に至って近代の作者観は崩れていくと考えた。

## 成立
バルトはこの評論をフランス語で書いたが、フランス語原文よりも先にアメリカ合衆国の雑誌 Aspen で1967年に英語訳を発表した（リチャード・ハワードによる翻訳）。フランス語版は1968年に Manteia で発表された。

## 影響
この評論などの業績によりバルトはテクスト論の創始者であるとみなされる。
「作者の死」はミシェル・フーコーの1969年の評論「作者とは何か?」（フランス語 Qu'est-ce qu'un auteur ?）に影響を与えたと言われ、両論文は作者論の代表的な著作に数えられる。
ジャック・デリダはバルトの死に際して「ロラン・バルトの複数の死」（The Deaths of Roland Barthes）というタイトルの追悼文を書いた。
バルトの「作者の死」という表現はフリードリヒ・ニーチェの「神は死んだ」と似ている。

## 関連文献
- Aspen no. 5+6 The Minimalism issue
- ロラン・バルト著 花輪光訳『物語の構造分析』（1979年、みすず書房）所収「作者の死」 ISBN 4-622-00481-X